# گمینا نوووسولنا
گمینا نوووسولنا (به لهستانی:  Gmina Nowosolna) یک گمینا در لهستان است که در شهرستان ووچ شرقی واقع شده‌است. گمینا نوووسولنا ۵۳٫۹۸ کیلومتر مربع مساحت و ۳٬۷۸۸ نفر جمعیت دارد.